# لیگا ام‌اکس
لیگ برتر فوتبال مکزیک با نام لیگا ام‌ایکس بالاترین لیگ فوتبال در مکزیک است که در سال ۱۹۴۳ تأسیس شد و شامل ۱۸ تیم است. لیگا ام‌ایکس بالاترین لیگ در رتبه‌بندی لیگ‌های کونکاکاف به حساب می‌آید.

## قهرمانان
| رتبه | باشگاه          | قهرمانی | نایب قهرمانی |
| ---- | --------------- | ------- | ------------ |
| ۱    | آمریکا          | ۱۶      | ۱۱           |
| ۲    | گوادالاخارا     | ۱۲      | ۱۰           |
| ۳    | دپورتیوو تولوکا | ۱۱      | ۸            |
| ۴    | کروز آزول       | ۹       | ۱۲           |
| ۵    | لئون            | ۸       | ۷            |
| ۶    | تیگرس اونال     | ۸       | ۶            |
| ۷    | پوماس اونام     | ۷       | ۸            |
| ۸    | پاچوکا          | ۷       | ۴            |
| ۹    | سانتوس لاگونا   | ۶       | ۶            |
| ۱۰   | مونتری          | ۵       | ۷            |
| ۱۱   | آتلانتی         | ۳       | ۴            |
| ۱۲   | اطلس            | ۳       | ۳            |
| ۱۲   | نیکاکسا         | ۳       | ۳            |
| ۱۴   | پوئبلا          | ۲       | ۲            |
| ۱۵   | زاکاتپک         | ۲       | ۱            |
| ۱۶   | وراکروس         | ۲       | ۰            |
| ۱۷   | اورو            | ۱       | ۵            |
| ۱۸   | اتلتیکو مورلیا  | ۱       | ۳            |
| ۱۹   | RC España       | ۱       | ۱            |
| ۱۹   | تیکوس           | ۱       | ۱            |
| ۲۱   | Asturias        | ۱       | ۰            |
| ۲۱   | تامپیکو         | ۱       | ۰            |
| ۲۱   | Marte           | ۱       | ۰            |
| ۲۱   | تیخوانا         | ۱       | ۰            |